# Mike Sawatzky
Mike Sawatzky, né le 21 septembre 1968 à Saskatoon, est un musicien canadien, ancien guitariste principal et membre du groupe québécois Les Colocs.
D'origine crie de la Saskatchewan, il est adopté en 1970 dans une famille mennonite allemande à l'âge de 22 mois et grandit à Regina. Ayant un intérêt très jeune pour la musique, notamment le saxophone, il joue dans des bars avant de quitter la Saskatchewan vers l'âge de 18 ans. Après avoir rencontré une Québécoise à Banff, il la suit jusqu'au Québec puis rencontre Patrick Esposito dans un jam de blues à Montréal. Ce dernier lui fait rencontrer Dédé Fortin, avec qui il joue déjà de la musique, et lui fait part qu'ils ont justement besoin d'un guitariste.
En plus de jouer de la guitare, il composait avec Dédé Fortin la musique et parfois les paroles de chansons. Il a découvert le corps de Dédé après le suicide de ce dernier.
Il a deux filles, Madeleine et Béatrice.
Il est l'invité de Pascal Chaumont aux FrancoFolies de Montréal le 12 juin 2010.